# Jens Østergaard (forfatter)
 Der er flere personer med dette navn, se Jens Østergaard.
Jens Østergaard (født 1979) er en dansk krimiforfatter. Østergaard debuterede som forfatter i 2012 med bogen Dragen Sangeren Helten. I 2013 udkom andet bind i serien, Drengen og dæmonen og i 2014 udkommer tredje bind, Ritualet. Alle tre bøger er udgivet på forlaget EC Edition.
Bøgerne har efterforskningsleder ved Københavns politi, Thomas Nyland i hovedrollen. Alle tre bøger er solgt til udgivelse i Tyskland ved forlaget Egmont Lyx.
Desuden er Jens Østergaard forfatter til kriminovellen, Line, som vandt konkurrencen Krimidysten i 2013.
Jens Østergaard er uddannet journalist og har arbejdet som journalist, nyhedsoplæser og radiovært på Danmarks Radio, P4. I 2004 skiftede han radioen ud med magasinbranchen. Først var han redaktør på Mad&venner, siden kulturredaktør på Where2go og derefter redaktionschef på Bil Magasinet. I 2010 blev han kommunikationsmedarbejder, først for Vestas og fra 2014 for Danske Commodities.